# José Emilio Amores
José Emilio Amores Cañals (10 de marzo de 1919-27 de junio de 2014) fue uno de los primeros profesores de química en el Instituto Tecnológico de Estudios Superiores de Monterrey (ITESM) y es actualmente conocido por su trabajo promoviendo el arte, desde 1947 hasta la actualidad, en la ciudad de Monterrey, México. Su trabajo cultural empezó cuando el director del Palacio de Bellas Artes se negó a ayudarlo a llevar músicos a tocar en Monterrey. Fundó la Sociedad Artística Tecnológica, que dirigió durante treinta y dos años, seguido por algunos periodos dirigiendo varios museos, junto con otras instituciones culturales. También ha escrito poesía, ensayos, libros y obras de teatro.

## Vida
José Emilio Amores nació en Frontera, Tabasco; aunque, tres meses después, su familia se mudó a vivir permanentemente en la Ciudad de México. Hizo sus estudios ahí, obteniendo un título de química de la Universidad Nacional Autónoma de México.
Cuando llegó a  Monterrey en los 40´s, pensó que la ciudad era fea, pequeña y calurosa; pero pronto encontró en ella cosas que le parecieron importantes, como el respeto por la vida humana y la individualidad; además de encontrarla menos violenta con respecto al resto del país. Según él, la gente ahí sentía que el norte del país no tenía cultura, aunque él no estaba de acuerdo. Declara que tenían una "cultura" de trabajar y salvar, distinta a la del resto del país, pero no aceptaban eso como una cultura tal como se hace con las expresiones artísticas.
A finales de 90´s, afirmó que aún le gustaba viajar por México, a pesar de no poder conducir durante largas distancias.
Su casa está repleta de objetos relacionados con el arte incluyendo un piano, esculturas, pinturas, libros, discos y videos.  Dos de sus más cercanos amigos son Virgilio Garza y Ramón Lamadrid, llamándose a sí mismos “Los Memelos.”
Falleció por causas naturales en su domicilio en Monterrey, Nuevo León, el 27 de junio de 2014.

## Carrera como profesor
Amores empezó su carrera en el Instituto Tecnológico de Estudios Superiores de Monterrey en 1944, volviéndose uno de los primeros profesores de química del instituto. Su padre encontró el aviso para el trabajo mientras leía el periódico y  se lo mencionó a su hijo. Amores caminó las quince cuadras hasta la oficina en la Ciudad de México donde conoció al primer director del Tec. de Monterrey, León Ávalos y Vez. El director estaba impresionado con sus referencias, en las cuales se incluían las de Manuel Sandoval Vallarta y Carlos Graef Fernández, dos de los fundadores de la física moderna en México. Poco después de eso viajó a Monterrey y empezó a trabajar en el primer edificio que hospedó a la institución. En 1947, Amores se convirtió en el director de la preparatoria y comenzó a dar también clases de álgebra.  Se mantuvo como director de la preparatoria hasta 1959, después fue director de la escuela de ingeniería y arquitectura de 1959 a 1966 y vicerrector de académicos de 1966 a 1969.

## Carrera como “promotor cultural”
En 1947, se le pidió a Amores visitar al director del Palacio de Bellas Artes, Carlos Chávez para pedir que músicos jóvenes tocaran en el Tec de Monterrey.  No fue bien recibido y la respuesta del director fue “Mire, nunca perdería mi tiempo con las provincias pero si lo fuera a hacer no sería con una institución privada, trabajaría con el gobierno.” Aun así la escuela fue capaz de conseguir que un negocio local patrocinara un recital de piano por Walter Hautzig, con Amores necesitando encontrar un piano. Este fue el primero de un gran número de eventos que lo siguieron. El éxito de estos acontecimientos llevó a la creación de la Sociedad Artística Tecnológica, que él dirigió durante treinta y dos años.
Este trabajo lo llevó a convertirse en la mayor fuerza desarrolladora de las artes en esa ciudad.  Se retiró del Tec de monterrey en 1969 y mantuvo un gran número de posiciones en diversas organizaciones como la de director de Desarrollo Social del Grupo Alfa, secretario de cultura para Nuevo León, director del "Museo de Monterrey" (1988-1990), director del Centro Cultural Alfa, director del Museo de Historia Mexicana y director de Radio Nuevo León (1996-1998). Aunque es generalmente conocido como “promotor cultural” él no se vio de esa forma, sino como uno más en la ciudad que hace lo que hace. En 1998 la ciudad le rindió homenaje por sus esfuerzos culturales.

## Como escritor
Empezó a escribir poesía  cinco años después de retirarse del Tecnológico de Monterrey y, también ha escrito ensayos y libros. Muchos de sus ensayos tienen que ver con los esfuerzos de salvar espacios verdes en Monterrey tales como Parque Fundidora, pero no siempre tuvieron exitoso.  Entre sus libros se incluyen "Los siete días de la creación" (1977), "Lectura de Hoy" (1978)  y "El capítulo Monterrey: Una cultura propia en Nuevo León en el Siglo XX: La Industrialización" volumen II (2007). También escribió una obra llamada "Fonda Las Ilusiones", que se estrenó en el "Museo El Centenario" en Monterrey.